# Montrose (Colorado)
Montrose település az Amerikai Egyesült Államok Colorado államában, Montrose megyében, melynek megyeszékhelye is. Lakosainak száma 20 291 fő (2020. április 1.).

## Népesség
A település népességének változása:
| Lakosok száma | 19 132 | 19 217 | 20 291 |
|               | 2010   | 2015   | 2020   |